# Municipio de Keith
El municipio de Keith (en inglés: Keith Township) es un municipio ubicado en el condado de Wayne en el estado estadounidense de Illinois. En el año 2010 tenía una población de 392 habitantes y una densidad poblacional de 4,2 personas por km².

## Geografía
El municipio de Keith se encuentra ubicado en las coordenadas 38°35′4″N 88°28′43″O / 38.58444, -88.47861. Según la Oficina del Censo de los Estados Unidos, el municipio tiene una superficie total de 93.28 km², de la cual 93,23 km² corresponden a tierra firme y (0,06 %) 0,05 km² es agua.

## Demografía
Según el censo de 2010, había 392 personas residiendo en el municipio de Keith. La densidad de población era de 4,2 hab./km². De los 392 habitantes, el municipio de Keith estaba compuesto por el 99,23 % blancos y el 0,77 % eran de una mezcla de razas. Del total de la población el 0,26 % eran hispanos o latinos de cualquier raza.